# Pygoscelis papua papua
El pingüino de vincha subantártico, pingüino papúa subantártico, pingüino juanito subantártico, o pingüino pico rojo subantártico, (Pygoscelis papua papua) es una de las dos subespecies en que se divide la especie Pygoscelis papua, un pingüino del género Pygoscelis. Habita en las frías aguas de los océanos subantárticos, y nidifica en islas australes.

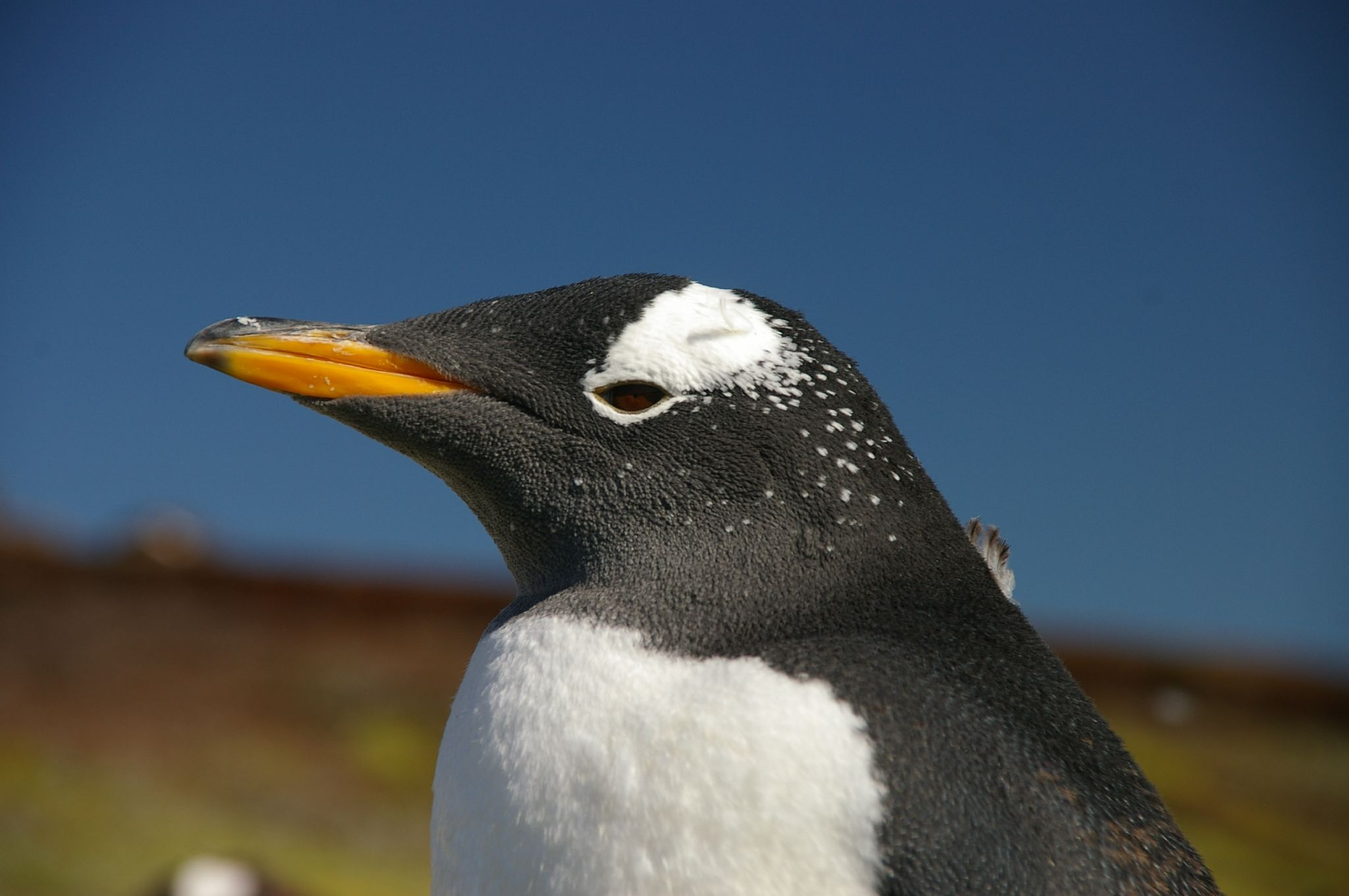
Detalle de la cabeza de un Pygoscelis papua papua de las islas Malvinas.

## Distribución
Pygoscelis papua papua se reproduce en diversas islas subantárticas. Las colonias principales se encuentran en las islas Malvinas, en las islas Georgias del Sur, y en la isla de Kerguelen; poblaciones más pequeñas se encuentran en la isla Macquarie, y en la isla Heard.
Las poblaciones nidificantes más importantes se encuentran en las islas Georgias del Sur —con 98 867 ejemplares—, y en el archipiélago de las Malvinas —con 115 327 ejemplares—. En ese archipiélago la subespecie había sido afectada por los colonos británicos, pero logró recuperarse, y mantiene poblaciones estables desde el año 1993.
Esta subespecie también se reproduce en islas argentinas del extremo sudeste de América del Sur, encontrándose colonias reproductivas muy pequeñas en la isla de los Estados y en la isla Martillo, en el canal Beagle.
En el invierno austral emprende una migración hacia el norte en busca de aguas a menor latitud, las cuales mantienen una temperatura menos fría en esa estación, alcanzando las costas de la Patagonia argentina, y ocasionalmente las de la provincia de Buenos Aires.
En el sur de Chile, si bien no anida, es posible ver en el sector sur de la Región de Magallanes y de la Antártica Chilena algunos de los ejemplares que nidifican en las colonias de las islas argentinas.
Ejemplares vagantes de esta subespecie han sido registrados en las costas de Australia, Nueva Zelanda, isla Santa Elena, la isla Ascensión, Tristán de Acuña, y Sudáfrica.

## Características

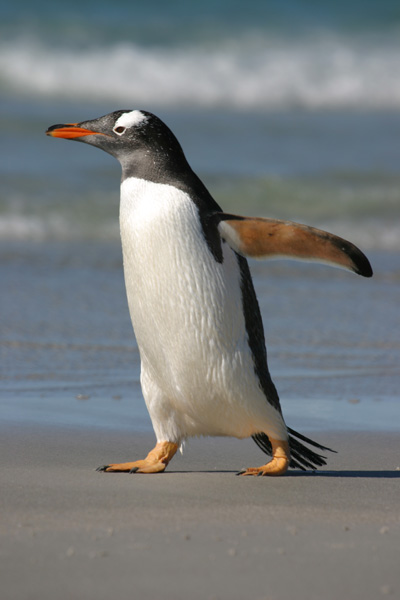
Pygoscelis papua papua en las Malvinas.

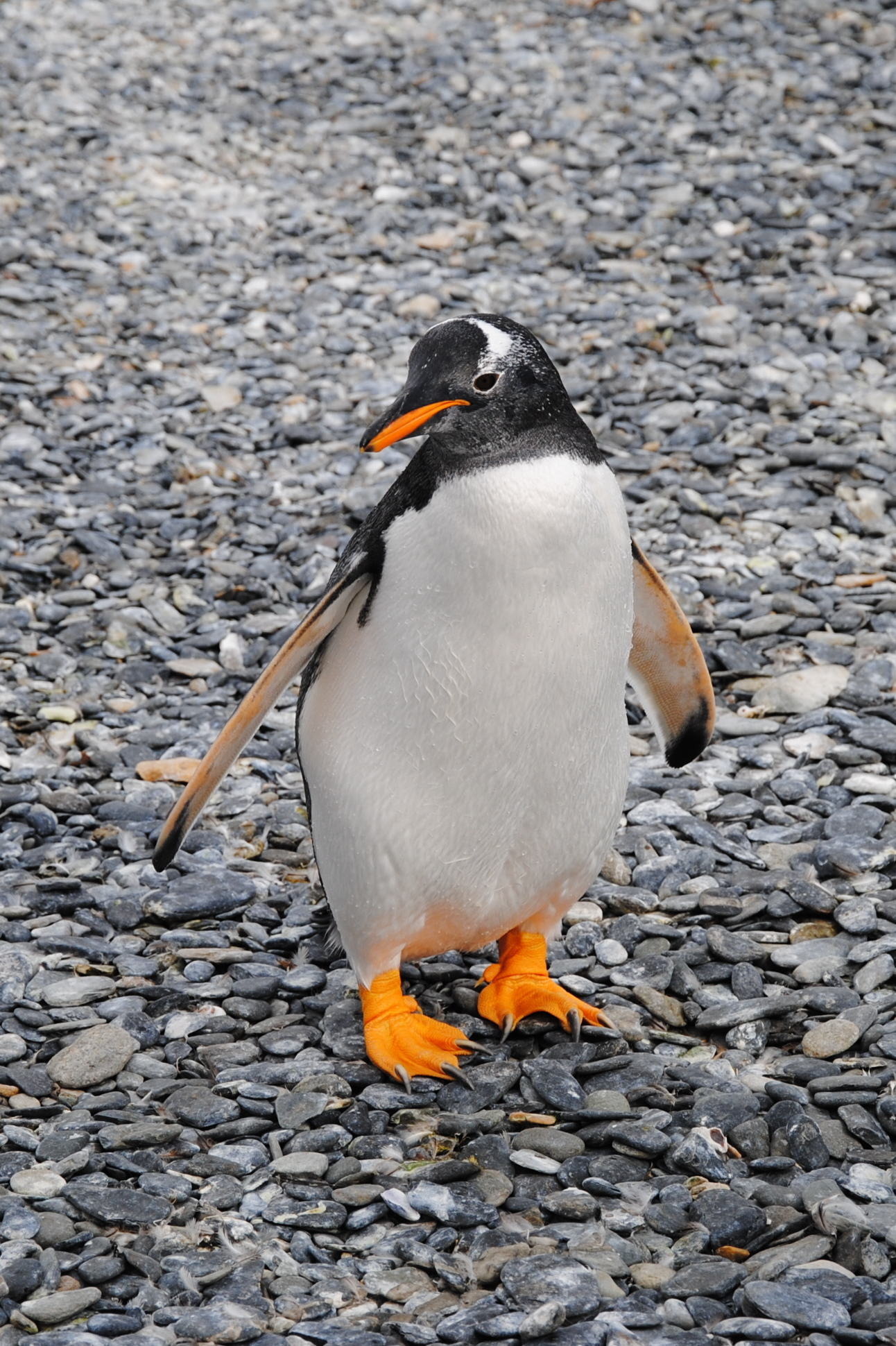
Pygoscelis papua papua en la isla Martillo, en el canal de Beagle.

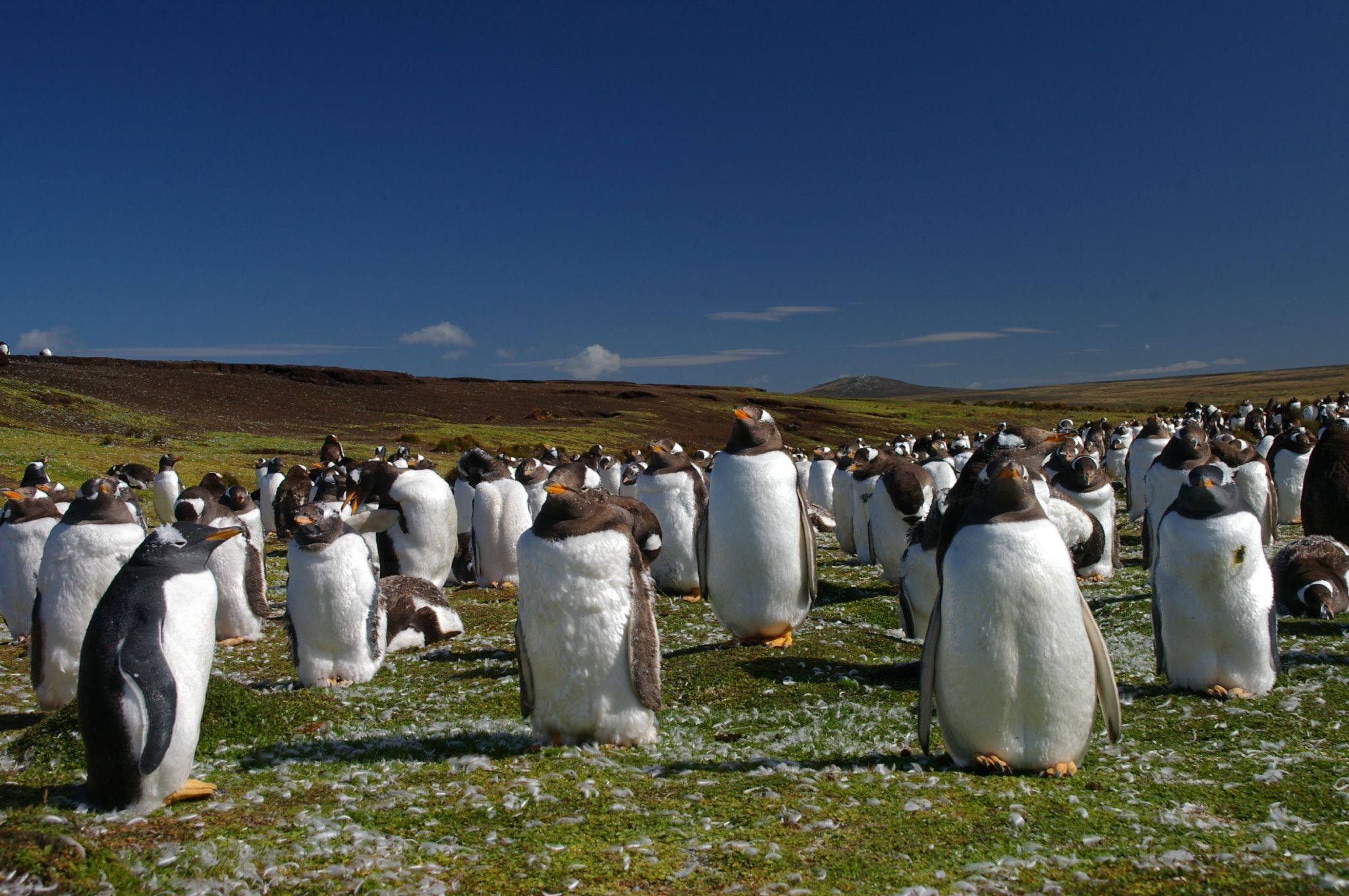
Colonia de Pygoscelis papua papua en las islas Malvinas.

Todo lo dorsal —incluso las alas— es de color gris-pizarra oscuro —más pardo cuando está gastado—, color que lo cubre desde el pico hasta la punta de la cola. La garganta y el cuello ventral es del mismo color, al igual que una mancha que se desprende de la unión de sus alas. El resto ventral es blanquecino. En los ojos muestra un anillo periocular de color blanco. Desde ellos se desprende hacia arriba una mancha blanca que se une angostamente en la corona. La parte oscura de la cabeza presenta un salpicado de algunas pequeñas plumas blancas. En ella destaca su pico de color rojo o rojo anaranjado, con el culmen negro. Sus patas son desde un color naranja vivo hasta naranja claro, con tono amarillento o rosáceo; presentan una membrana interdigital, adaptada para nadar. Los jóvenes son más pequeños, tienen más fina la mancha blanca de la cabeza, y más gris el área entre el pecho y el pico —el que es oscuro—.
Con respecto a la otra subespecie (Pygoscelis papua ellsworthii), se diferencia por ser mayor, tanto en la longitud del pico como en el largo total.

## Costumbres

### Alimentación
Se alimenta pelágicamente en aguas subantárticas, las cuales circundan el continente antártico. Su dieta está compuesta por krill, peces (Patagonotothen sp., Thysanopsetta naresi, Micromesistius australis), calamares (Loligo gahi, Gonatus antarcticus, Moroteuthis ingens), pulpos, moluscos, sepias, y crustáceos (Munida gregaria). 

### Predadores
Esta ave es predada por focas leopardo, tiburones, y orcas, lobos marinos, entre otros. Sus huevos y crías son depredados por gaviotas y págalos.

### Reproducción
Nidifican colonialmente en islas subantárticas. Deposita sus huevos en nidos formados por una pila de 20 cm de altura y 25 cm de diámetro hecha de guijarros. La puesta consta de 2 huevos, que eclosionan en 34 a 36 días, luego de ser incubados por ambos padres, turnándose. Nacen con un plumón gris-plata en el dorso, que pasa a gris-pizarra en las mejillas, cara y corona. Durante un mes los polluelos permanecen en el mismo nido, luego del cual pasan a integrarse a las guarderías de polluelos. A los 80 a 100 días de nacidos, mudan a un plumaje sub-adulto y se marchan al mar, a comenzar a hacer una vida independiente.

## Taxonomía
Esta subespecie fue descrita originalmente por Johann Reinhold Forster en el año 1781, bajo el nombre científico de: Aptenodytes papua. Su localidad tipo es: «islas Malvinas».

## Conservación
La subespecie fue en el pasado cazada para extraer su grasa en forma de aceite y sus huevos fueron recolectados para servir de alimento. Por estas y otras causas algunas colonias han desaparecido o disminuido, si bien otras poblaciones parecen haberse recuperado, por lo que la subespecie se califica como «casi amenazada».
Una colonia integrada por 50 000 parejas que nidificaban en la isla Weddell en las islas Malvinas, desapareció a causa de la introducción en la misma del zorro gris patagónico o chilla (Lycalopex griseus).